# Jevíčka
Jevíčka, nazývaná též Bitýška nebo Opatovický potok, pramení jižně od Bezděčí (místní část Velkých Opatovic) v nadmořské výšce 512 m, tok probíhá severovýchodním směrem přes obce Velké Opatovice, Jevíčko a Chornice. Blízko osady Plechtinec ústí do Třebůvky. Celková délka toku činí 23,1 km. Plocha povodí má rozlohu 233,0 km².

## Průběh toku
Říčka pramení jižně osady Bezděčí. Za Skočovou Lhotou se k periodickému toku levostranně připojuje drobná vodoteč. Západně přichází do obce Velké Opatovice. Město opouští východním směrem, kde podtéká železnici Trať 017 a těleso nedokončené Exteritoriální dálnice Vídeň–Vratislav. Souběžně s železniční tratí pokračuje na východ, kde přibírá tok Uhřického potoka. Protéká na sever východně obce Jevíčko a okolo Finsterlovy Hlubiny míří k Biskupicím, kde pravostranně přibírá Biskupický potok. Po průtoku Chornicí se do Jevíčky z východu vlévá Řeka Nectava. Stále pokračuje přibližně severovýchodním směrem, až se u Plechtince po své 23 kilometrové pouti vlévá do Třebůvky.

## Přítoky
Do toku se vlévá několik malých vodotečí stálých i periodických. Výraznějšími pravými přítoky jsou Uhřický potok, Úsobrnský potok, Biskupický potok a Nectava. Levostrannými přítoky jsou Malonínský potok a Kelínky.

## Vodní režim
Průměrný průtok Jevíčky u ústí činí 0,97 m³/s.
Hlásný profil:
| místo    | říční km | plocha povodí | průměrný průtok (Qa) | stoletá voda (Q100) |
| -------- | -------- | ------------- | -------------------- | ------------------- |
| Chornice | 6,40     | 179,73 km²    | 0,72 m³/s            | 53,6 m³/s           |

## Osídlení
Řeka od svého pramene jižně Bezděčí, na své pouti protéká sídly Malá Roudka, Skočova Lhota, Velké Opatovice, Jevíčko, Biskupice, Chornice, Unerázka a Plechtinec. Zde se vlévá do Třebůvky.
Mezi obcemi Velké Opatovice a Jevíčko řeka podtéká pod nedokončeným dálničním tělesem Hitlerovy dálnice, budoucí silnice I/73.